# Satura
La satura est une ancienne danse parodique de la Rome antique.

## Origine et définition
Elle ne nous est connue que citée par Tite-Live et Valère-Maxime.
Selon certains, elle est originaire d'Étrurie, selon d'autres, elle constitue une variante des jeux fescennins.
Cette danse parodique, semblable à la sikinnis grecque, se dansait sur des chants semblables aux fescennins ; elle s'est perpétuée dans le ludus talarius.

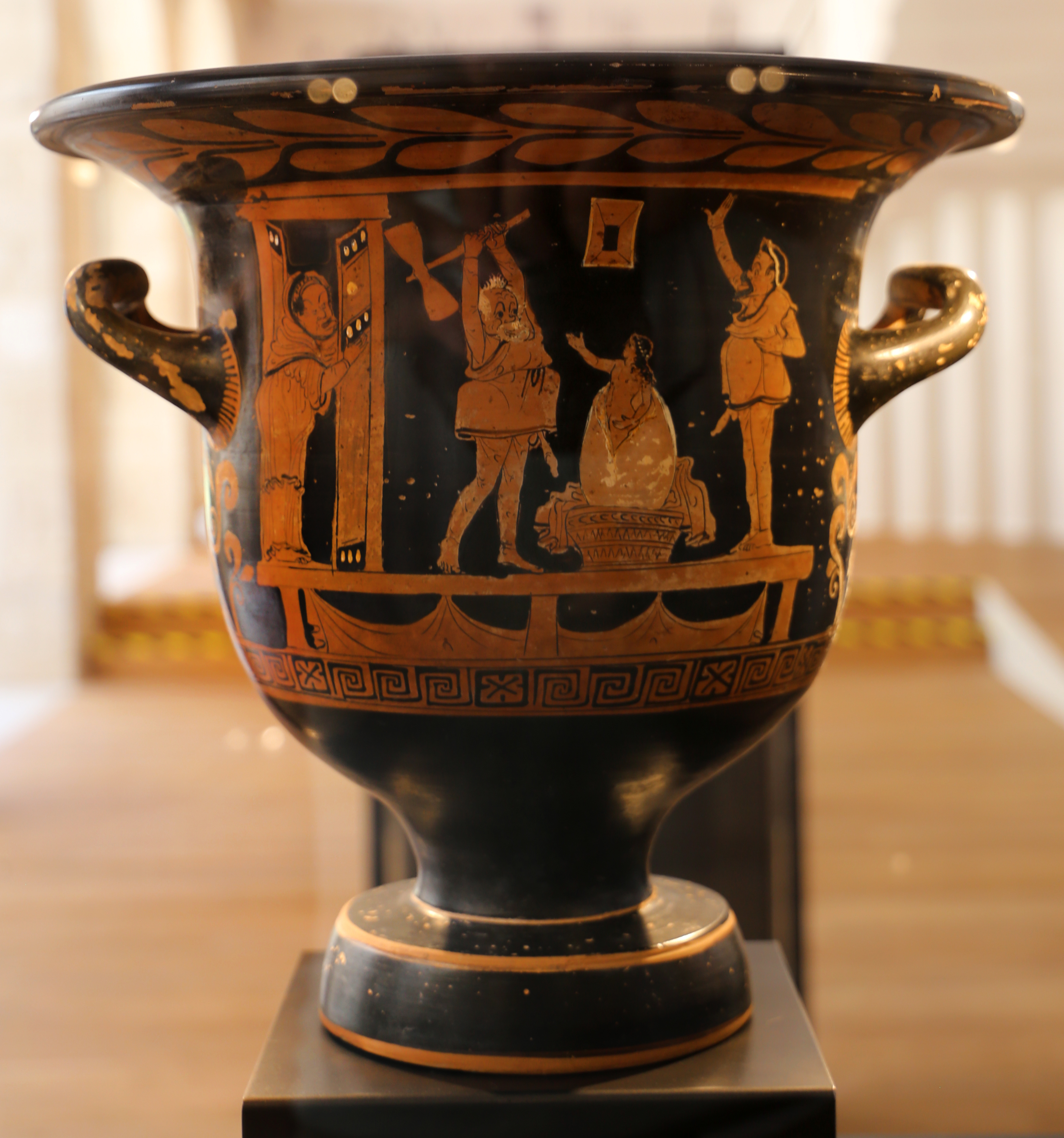
Scène de phlyax sur estrade, Apulie, 380-370 av. J.-C.

## Forme
« De la combinaison entre les improvisations populaires et la forme artistique de la danse naquit la satura. (…) quant à la forme, elle comprenait des parties chantées, elle était impleta modis ; quant au fond, la satura était une parodie, elle prenait ses éléments dans la vie journalière, — et ceci suffirait à expliquer pourquoi elle a si complètement péri. (…) 
De la satura une forme plus artistique ne naquit point. Son évolution fut entravée à la fois pour des raisons politiques — car elle était facilement séditieuse et diffamatoire — , et à cause de la concurrence du drame grec importé de toutes pièces au IIIe siècle d’abord en Étrurie, puis à Rome. (…) La scène devait être une simple estrade comme celle que nous voyons sur les vases de l'Italie méridionale représentant des phlyaques. »